# Diospyros adenophora
Diospyros adenophora är en tvåhjärtbladig växtart som beskrevs av Bakh. Diospyros adenophora ingår i släktet Diospyros och familjen Ebenaceae. Inga underarter finns listade i Catalogue of Life.